# Старый Двор (Смоленская область)
Ста́рый Двор — деревня в Смоленской области России, в Демидовском районе. Расположена в северо-западной части области в 32 км к северо-востоку от Демидова, у автодороги Демидов — Пржевальское, в 1 км от посёлка Пржевальское, на берегу озера Сапшо.
Население — 57 жителей (2007 год). Административный центр Слободского сельского поселения.
Первое поселение на месте современного посёлка относится к 1 тысячелетию до н. э.. В 0,4 км южнее деревни находится городище, относящееся к железному веку (1 тысячелетие до н. э.).
О городище и деревне Старый двор писал Н. И. Рыленков:
После обеда, когда немножко спадала жара, мы [ Н. Рыленков ] с женой отправлялись побродить по окрестным полям. Чаще всего шли в сторону деревушки Старый Двор. Приютившая на берегу озера у отростка Чертовой гряды, она с полевой стороны выглядела еще живописнее, чем с берега. Неподалёку от неё сохранилось городище четвертого века нашей эры.

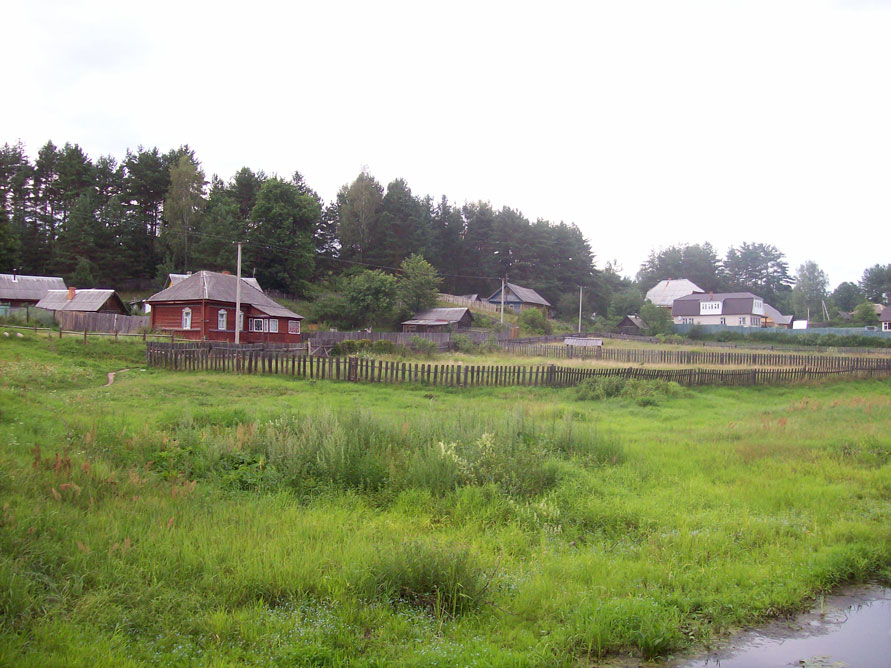
деревня Старый двор (вид со стороны моста через реку Сапша)

— Подумать только, как глубоко здесь уходят живые корни, — говорила жена. — Сколько пронеслось над Русью гроз, а деревушка Старый Двор стоит, где она стояла в семнадцатом и в девятнадцатом, и четвертом веках. Наверно, с тех пор как люди научились бросать в землю семена злаков.
Н. И. Рыленков. На озере Сапшо. — М.: Изд-во «Советская Россия», 1966. — С. 102—103
По преданию в деревне на реке Сапша в конце XIX века находилась водяная мельница. В настоящее время в месте гипотетического расположения мельницы установлен указатель.